# Gita Ramjee
Gita Ramjee FRCPE (née Parekh; Kampala, 8 de abril de 1956 – Durban, 31 de março de 2020) foi uma cientista e pesquisadora ugandense-sul-africana na prevenção do HIV. Em 2018, recebeu o prêmio de “Excelente Cientista Feminina” da Parceria para Ensaios Clínicos nos Países Europeus e em Desenvolvimento.
Ramjee morreu em Umhlanga, Durban, África do Sul, de complicações da COVID-19 em 31 de março de 2020.